# Routot
Routot ist eine französische Gemeinde mit 1.659 Einwohnern (Stand: 1. Januar 2022) im Département Eure in der Region Normandie. Routot unterhält eine Gemeindepartnerschaft mit Wangen (bei Göppingen).

## Geographie
Routot liegt in Nordwestfrankreich im Nordwesten des Départements Eure im Regionalen Naturpark Boucles de la Seine Normande in der Landschaft Roumois, etwa 44 Kilometer südöstlich von Le Havre, etwa 34 Kilometer nordöstlich von Bernay, dem Sitz der Unterpräfektur des Arrondissements, und 6,6 Kilometer nordwestlich von Bourg-Achard auf einer mittleren Höhe von 117 Metern über dem Meeresspiegel. Die Mairie steht auf einer Höhe von 140 Metern. Nachbargemeinden von Routot sind La Haye-Aubrée im Nordwesten, Hauville im Osten, Bouquetot im Südosten und Rougemontier im Südwesten. Das Gemeindegebiet hat eine Fläche von 661 Hektar.
Die Gemeinde ist einer Klimazone des Typs Cfb (nach Köppen und Geiger) zugeordnet: Warmgemäßigtes Regenklima (C), vollfeucht (f), wärmster Monat unter 22 °C, mindestens vier Monate über 10 °C (b). Es herrscht Seeklima mit gemäßigtem Sommer.

## Geschichte
Einige Ortsnamen in der Normandie gehen auf die Zeit des Wikingereinfalls im 10. Jahrhundert zurück. Dazu gehört auch Routot. Diese Ortsnamen sind meist aus einem skandinavischen Vornamen und einem Wort zusammengesetzt, das die Art des besiedelten Grundes beschreibt. Dabei ist es auch vorgekommen, dass Landgüter von anderen lokalen Grundbesitzern übernommen wurden. Es handelt sich also nicht immer um Neugründungen. Routot entstand aus terre de Hrólfr (‚Land des Rolf‘), handelt es sich aber wahrscheinlich um eine Neugründung durch Wikinger.
Im 12. Jahrhundert gehörte Routot zur Mitgift einer Frau aus der Familie Meulan bei ihrer Hochzeit mit dem damaligen Seigneur von Montfort-sur-Risle. Dabei wurde die Ortschaft in einer Urkunde der Abtei Le Bec erwähnt. 1298 war Routot Teil der Apanage von Philipp IV. für seinen Bruder Ludwig (1276–1319). 1310 gehörte Routot zur Grafschaft Beaumont, die als Apanage Robert III. (1287–1342) zufiel. Nach dem Tod von Robert III. fiel die Grafschaft zurück an die Krone.
Im 15. Jahrhundert gehörte die Ortschaft dem Haus Harcourt. Unterbrochen wurde deren Herrschaftszeit im Hundertjährigen Krieg (1337–1453) durch die Kampagne des englischen Königs Heinrich V. (1387–1422) gegen Frankreich. Durch die Hochzeit von Marie d’Harcourt mit Antoine de Lorraine, Graf von Vaudémont, wurde Routot in die Grafschaft Vaudémont eingegliedert.
Im Ancien Régime (vom Ende des 16. Jahrhunderts bis zur Französischen Revolution (1789–1799)), als der lokale Seigneur das Marktrecht besaß, war Routot eine Baronie und veranstaltete außer dem wöchentlichen Markt zwei große Viehmärkte pro Jahr, die auf den Handel von Rindern spezialisiert waren. Die Tiere wurden nicht in der Region aufgezogen und wurden meist in die Pariser Region verkauft, das bedeutet, dass Käufer und Verkäufer von weither anreisten.
1793 erhielt Routot im Zuge der Französischen Revolution den Status einer Gemeinde und 1801 durch die Verwaltungsreform unter Napoleon Bonaparte das Recht auf kommunale Selbstverwaltung.
Im Deutsch-Französischen Krieg war Routot von preußischen Truppen besetzt.
Im Zweiten Weltkrieg (1939–1945) gab es eine Untergruppe des Maquis Surcouf in Routot. Im August 1944 änderten die Widerstandskämpfer die Straßenschilder und errichteten auf den Straßen Barrikaden, um die fliehenden Deutschen zu behindern und in die Irre zu führen. Am 28. August 1944 erreichte das britische 1. RTR das Gemeindegebiet und näherte sich dem Ortskern durch die nördlich gelegenen Weiler. Am Nachmittag wurde das 1. RTR von der ebenfalls britischen 56. Infanterie-Brigade abgelöst. Am Abend ging die britische 187. Field Ambulance unweit der Mairie in Stellung und bauten dort ihr Feldlazarett auf. Zusammen mit Einheiten der Forces françaises de l’intérieur sammelten Ambulanzen Verwundete an der Front zwischen La Haye-Aubrée und Hauville. An der Stelle, an der das Feldlazarett stand, wurde später zum Gedenken an die Opfer unter den Befreiern eine Stele errichtet.

### Bevölkerungsentwicklung
| Jahr      | 1793 | 1806 | 1851 | 1856 | 1876 | 1896 | 1926 | 1936 | 1954 | 1968 | 1975 | 1990 | 1999 | 2011 |
| Einwohner | 1074 | 1253 | 1140 | 1042 | 900  | 862  | 735  | 686  | 730  | 882  | 988  | 1043 | 1115 | 1409 |

## Sehenswürdigkeiten

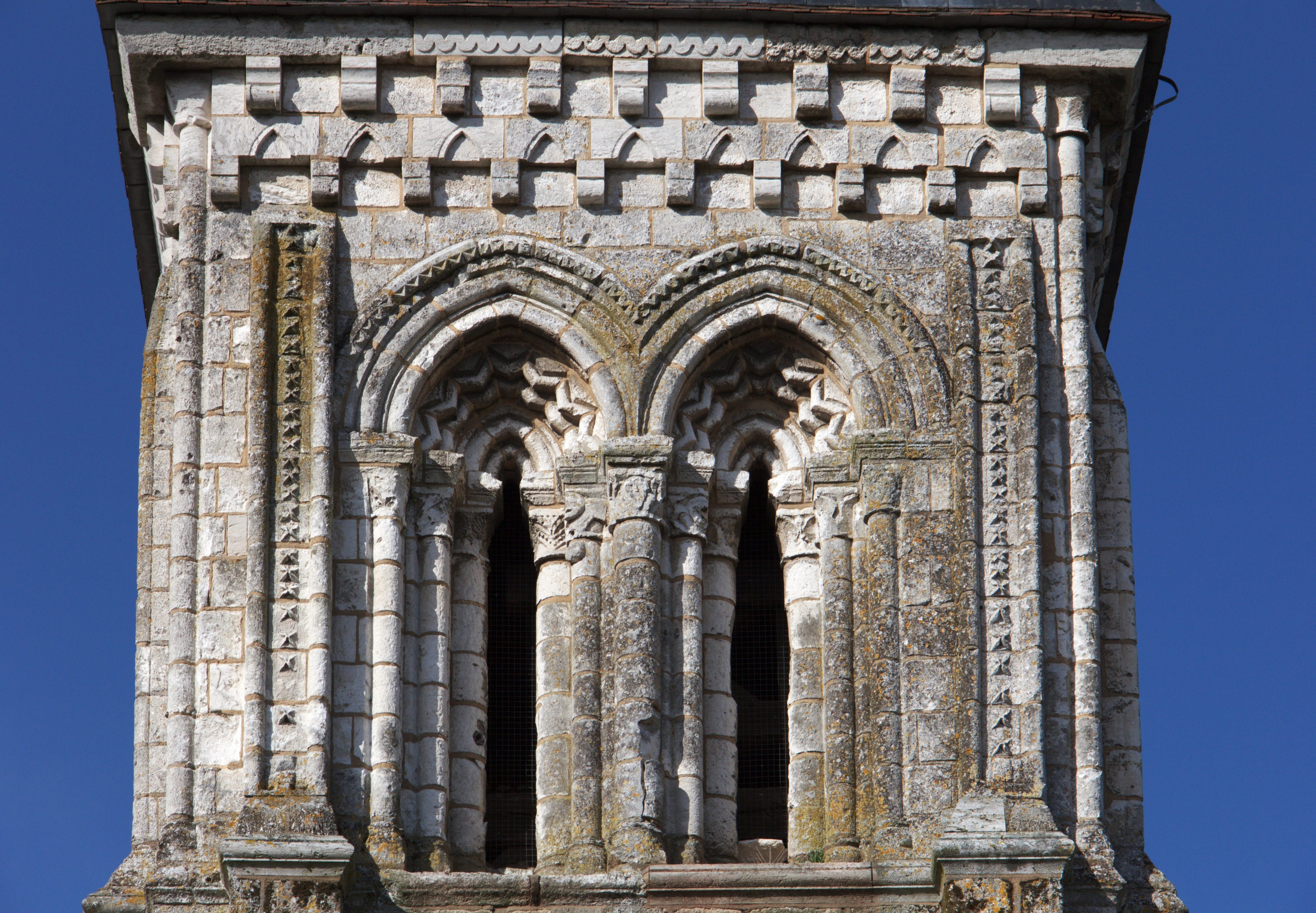
Teil des Kirchturms aus dem 12. Jahrhundert.

Die Kirche und der Beischlag der Mairie von Routot wurden aus Steinen erbaut, die in Steinbrüchen in Caumont an der Seine geschnitten wurden. Die Steinbrüche waren vom 11. bis zum 19. Jahrhundert in Gebrauch.
Das Fachwerkhaus Logis de Prémaré steht im Ortskern. Zum Innenhof hin ist die Fassade des ersten Stocks mit Schiefer verkleidet. Über die Geschichte des Hauses ist nur bekannt, dass im Jahr 1708 der Steuerbeamte dort wohnte. Das Ancien Manoir de Prémaré ist eine Chaumière aus dem 16. Jahrhundert. Sie steht im Regionalen Naturpark Boucles de la Seine Normande. Das Gebäude wurde 1928 in das Zusatzverzeichnis der Monuments historiques eingetragen.
Das Herrenhaus Le Roumois steht im gleichnamigen Weiler. Die Fassade besteht aus roten Mauerziegeln und hellem Naturwerkstein. Das Lehen Le Roumois bestand ab dem 13. Jahrhundert. Das heutige Herrenhaus und einige landwirtschaftliche Gebäude wurde im 18. Jahrhundert errichtet. 1765 bezog der damalige Baron von Routot das Anwesen. Bis zum Beginn des 19. Jahrhunderts wurde das Herrenhaus mehrfach verkauft und schließlich in einen Bauernhof umgewandelt. Das Haupthaus wurde im 19. Jahrhundert stark verändert. Es befindet sich heute im Privatbesitz.

### Kirche Saint-Ouen
Routot gehört zur römisch-katholischen Gemeinschaft Communauté Saint Jean (Nord-Ouest), die Teil der Pfarrei Notre Dame du Roumois des Bistums Évreux ist.
Die Ouen von Rouen geweihte Kirche wurde in den Jahren 1125 bis 1175 erbaut. Die Blendarkaden des Chors, ein Teil des Kirchenschiffs und der Kirchturm stammen aus jener Zeit. Das Kirchenschiff wurde im 14. Jahrhundert verlängert. Gegen Ende des 15. oder zu Beginn des 16. Jahrhunderts wurde das spätgotische Eingangsportal gestaltet. Die Fenster im Kirchenschiff wurden im 17. Jahrhundert erweitert. Der Kirchturm wurde 1910 als Monument historique (‚historisches Denkmal‘) klassifiziert. Er gilt als einer der schönsten Kirchtürme im Roumois.
Das älteste noch erhaltene Chorgestühl in der Kirche wurde um 1560 gefertigt. Die acht Miserikordien – vier auf jeder Seite des Chors – stellen Szenen aus dem Alltag bestimmter Berufe dar. Im Chor wurden 1861 Reste einer Litre funéraire entdeckt. 1907 wurden die Misericordien als historisches Denkmal eingestuft.

## Wirtschaft und Infrastruktur

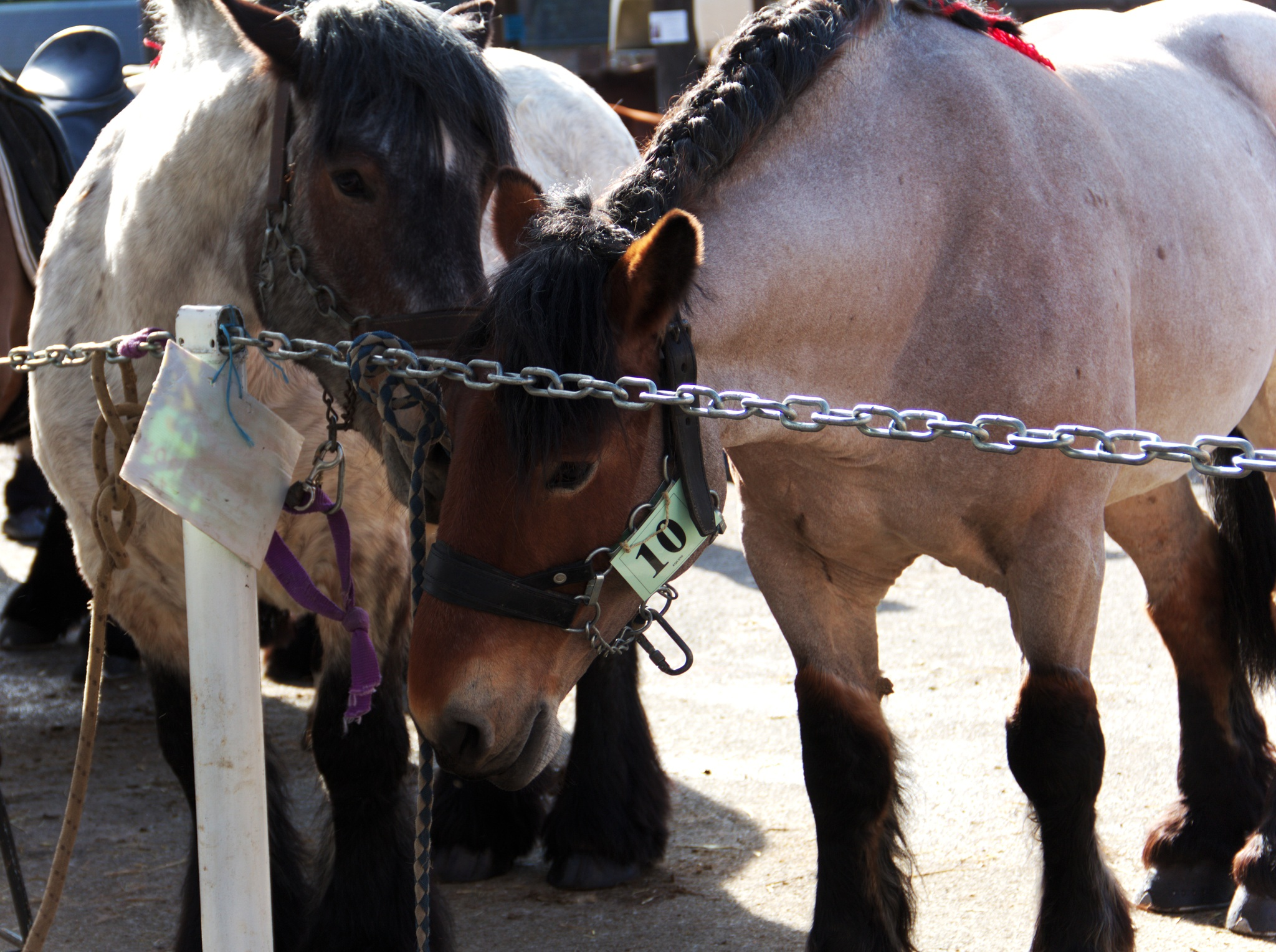
Pferde bei einer Landwirtschaftsschau auf dem Marktplatz von Routot

Besonders in den 1960er und 1970er Jahren war das 1958 in Cléon gegründete Werk der Firma Renault ein wichtiger Arbeitgeber.
In Routot gibt es zwei Schulen, die öffentliche École primaire Pierre Gripari und das Collège le Roumois.
Der nächstgelegene Haltepunkt ist der 10,2 Kilometer entfernte Bahnhof Bourgtheroulde-Thuit-Hébert. Der nächste Flughafen ist der Flughafen Rouen in Boos. Er liegt 32 Kilometer entfernt.
Auf dem Gemeindegebiet gelten kontrollierte Herkunftsbezeichnungen (AOC) für Calvados (Getränk) und Pommeau de Normandie sowie geschützte geographische Angaben (IGP) für Schweinefleisch (Porc de Normandie), Geflügel (Volailles de Normandie) und Cidre (Cidre de Normandie und Cidre normand).